# 天神町 (浜松市)
天神町（てんじんまち）は、静岡県浜松市中央区の町名。丁番を持たない単独町名である。住居表示実施済。

## 地理
浜松都心部からは東海道本線高架沿いに東に位置する。町内を国道152号線（東海道）が東西に通っている。町内は主に商業地と、住宅地からなる。面積は0.1075km2である。

## 歴史

### 沿革
- 1889年（明治22年）4月1日 - 町村制の施行により、天神町、馬込村［大部分］、佐藤一色村、福地村、上中島村、向宿村、馬領家村、長上郡名切村、塚越村が合併して敷知郡天神町村が発足。
- 1896年（明治29年）4月1日 - 郡制の施行により所属郡が浜名郡に変更。
- 1921年（大正10年）4月1日 - 浜松市に編入。同日に天神町村廃止となる。
- 2007年（平成19年）4月1日 - 浜松市が政令指定都市に移行し、中区の所属となる。
- 2024年（令和6年）1月1日 - 浜松市の行政区再編により、中央区の一部となる。

### 地名の由来
菅原道真公を祭る天神社があることに由来する。

## 世帯数と人口
2018年（平成30年）12月1日現在の世帯数と人口は以下の通りである。
| 町丁   | 世帯数  | 人口  |
| ------ | ------- | ----- |
| 天神町 | 314世帯 | 642人 |

## 小・中学校の学区
市立小・中学校に通う場合、学区は以下の通りとなる。
| 番・番地等 | 小学校             | 中学校             |
| ---------- | ------------------ | ------------------ |
| 全域       | 浜松市立佐藤小学校 | 浜松市立丸塚中学校 |

## 交通

### 道路
- 国道152号

### バス
- 遠鉄バス
  - 80中ノ町磐田線：（浜松駅 方面 - ）天神町西 - 天神町東（ - 中ノ町・磐田営業所 方面）

## 施設
- 天神公園

## その他

### 日本郵便
- 郵便番号 : 430-0808[3]（集配局：浜松郵便局[7]）。

### 警察
町内の警察の管轄区域は以下の通りである。
| 番・番地等 | 警察署       | 交番・駐在所 |
| ---------- | ------------ | ------------ |
| 全域       | 浜松東警察署 | 向宿町交番   |